# 第二十二届超级碗
第二十二届超级碗（Super Bowl XXII）是美国国家橄榄球联盟1987赛季的总决赛，由美联冠军丹佛野马队对阵国联冠军华盛顿红皮队。比赛于1988年1月31日在圣迭戈的杰克·墨菲体育场（Jack Murphy Stadium）举行。
最终，华盛顿红皮队以42-10战胜丹佛野马队，第二次夺得超级碗冠军。四分卫道格·威廉姆斯（Doug Williams）获得最有价值球员称号。